# Rupes

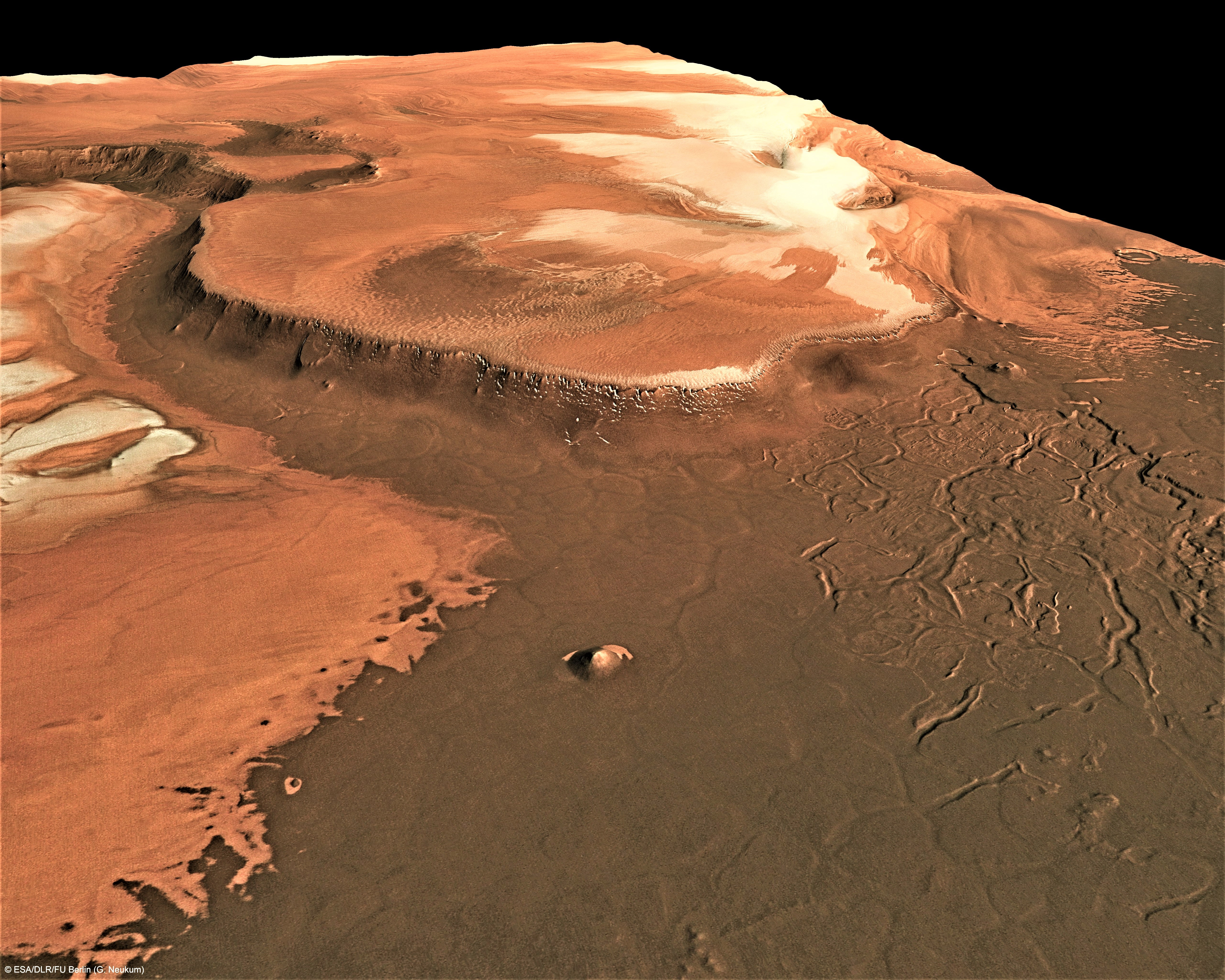
Vista en perspectiva de Rupes Tenuis, en Marte.

Rupes es una palabra en latín que significa acantilado. Se usa en geología planetaria para referirse a escarpes en otros mundos. En enero de 2013, la IAU ha nombrado 62 de tales características en el sistema solar, en Mercurio (17), Venus (7), la Luna (8), Marte (23), los asteroides Vesta (2) y Lutetia (2), y en los satélites de Urano: Miranda (2) y Titania (1).
La forma en que se formaron las rupias es, para el 2008, cuestión de especulación. La tensión de compresión por el enfriamiento de la corteza de los de planetas terrestres y el desplazamiento a gran escala debido a los impactos son las dos teorías dominantes.